# Johann Schäffler
Johann Schäffler (* 25. November 1935 in Regensburg; † 21. Dezember 2012 in Grünwald) war ein deutscher Ingenieur, Manager und Verbandsfunktionär.
Schäffler war von 1989 bis 1992 Vorsitzender der Geschäftsführung des Luft- und Raumfahrtkonzerns Messerschmitt-Bölkow-Blohm (MBB) und maßgeblich an der Gründung der DASA beteiligt.

## Ehrungen
- Verdienstkreuz 1. Klasse der Bundesrepublik Deutschland
- Bayerischer Verdienstorden
- Chevalier de l’Ordre national du Mérite